# Adriano Zanaga
Adriano Zanaga (Padua, 14 de enero de 1896 – Padua, 31 de enero de 1977) fue un ciclista italiano que fue profesional entre 1921 y 1930. Buen rodador, sus éxitos deportivos más destacados serían una etapa al Giro de Italia de 1924, dos ediciones de la Milán-Turín y el campeonato de Italia amateur, el 1921. 

## Palmarés
- 1921
  - La Popolarissima
  - Campeón de Italia de ciclismo en ruta (amateur)
  - 1º en la Copa de la Victoria
  - 1º en la Copa del Re
- 1922
  - 1º en la Milán-Turín
  - 1º en la Copa de la Victoria
- 1924
  - 1º en la Copa de invierno Pirelli
  - Vencedor de una etapa al Giro de Italia
- 1925
  - 1º en la Milán-Turín
- 1927
  - 1º en la Vuelta a Turíngia

### Resultados al Giro de Italia
- 1924. Abandona. Vencedor de una etapa
- 1929. Abandona